# Țibucani
Țibucani es una comuna ubicada en el distrito de Neamț, Rumania.

## Superficie
Posee una superficie de 49,70 kilómetros cuadrados.

## Demografía
Hasta 2021 la población era de 3508 habitantes, con una densidad de población de 70,58 habitantes por kilómetro cuadrado.